# Агентство гражданской авиации Латвии
Аге́нтство гражда́нской авиа́ции Ла́твии (латыш. Latvijas Republikas Civilās aviācijas aģentūra) — государственный орган Латвии, осуществляющий регулирование в области гражданской авиации. Входит в состав Министерства транспорта. Главный офис расположен в международном аэропорту Рига (Марупский край). Агентство реализует государственную политику в области обеспечения безопасности воздушного движения, а также представляет интересы Латвии в институтах Евросоюза и международных авиационных организациях.

## История
30 января 1992 года Министерство транспорта сформировало рабочую группу по созданию авиационного кодекса Латвийской Республики, результатом работы которой стал закон «Об авиации», принятый Сеймом 22 февраля 1993 года. Указом № 22 Министерства транспорта 1 сентября 1993 года была сформирована Администрация гражданской авиации, возглавленная полковником ВВС США в отставке Андрисом Залманисом. В 1994 году в закон «Об авиации» были внесены поправки. В 2006 году Администрация была преобразована в Агентство гражданской авиации. По состоянию на 2022 год директором Агентства является Марис Городцов.

## Функции
- Реализация государственной политики в области безопасности гражданской авиации,
- Предоставление информации, необходимой для выполнения функций государственного управления в сфере авиационной безопасности,
- Оказание государственных услуг в области гражданской авиации,
- Представление интересов страны в учреждениях Европейского Союза и международных организациях гражданской авиации по вопросам, связанным с безопасностью полетов,
- Реализация государственных программы и проектов в области безопасности гражданской авиации, а также выполнение других функций, предусмотренных национальными, международными и нормативными актами Европейского Союза.